# Wii U
Nintendo Wii U (ニンテンドー ウィー・ユー Nintendō U~ī yū?), con nombre clave Project Café es una consola descontinuada perteneciente a la octava generación de videoconsolas, siendo la séptima consola de sobremesa creada por Nintendo y directa sucesora de Wii. La consola fue lanzada el 18 de noviembre de 2012 en terreno norteamericano siendo su fecha de apertura. Se presentó en la conferencia de Nintendo durante el Electronic Entertainment Expo 2011 el 7 de junio de 2011. Competía principalmente con la PlayStation 4 de Sony y la Xbox One de Microsoft.
Wii U es la primera consola de Nintendo en producir gráficos en alta definición hasta una resolución de 1080p. Incluyó un nuevo mando que incorporó una pantalla táctil que recibía señal en calidad 480p de la consola, lo que permitió seguir jugando incluso cuando el televisor estaba apagado. A este nuevo mando se le ha denominado: Wii U GamePad. El sistema era retrocompatible con los juegos de Wii, y soportó los periféricos de Wii, como el Wiimote o la Wii Balance Board e incluyó la tecnología NFC, además de que fue compatible con las figuras y cartas amiibo como accesorio propio (también fue compatibles en la Nintendo 3DS, que modifican la forma de jugar videojuegos). Sin embargo, nunca fue retrocompatible con los periféricos de Nintendo GameCube (a excepción del mando que se conectaba mediante un adaptador) pero tuvo la capacidad de descargar los videojuegos desde la consola virtual.
A finales de mayo de 2017, Nintendo cesó la fabricación de la consola Wii U. Los últimos videojuegos publicados para la consola Wii U fueron The Legend of Zelda: Breath of the Wild por parte de desarrolladores de primeros y Just Dance 2019 por desarrolladores de terceros.
De manera sorpresiva, la consola recibió una actualización el día 2 de marzo de 2021, después de más de dos años sin tener novedades.
El firmware actual de la consola es el 5.5.5 / 5.5.6 (en Europa y en USA, respectivamente), donde se han realizado mejoras adicionales a la estabilidad general del sistema y otros ajustes menores para mejorar la experiencia del usuario.
La Nintendo eShop permitía comprar juegos digitales, versiones de prueba y contenidos adicionales. El 29 de agosto de 2022 se dejó la posibilidad de añadir fondos mediante tarjeta de crédito o Nintendo eShop Card. Desde el 27 de marzo de 2023 ya no se puede comprar ningún contenido, pero siendo posible volver a descargar contenido previamente comprado. Desde el 12 de marzo de 2024 no se puede vincular los fondos con una Nintendo Switch, descontinuando todos los servicios junto con la eShop de la Nintendo 3DS.

## Nombre
El nombre es continuista con su popular predecesora. Al igual que en la anterior consola de sobremesa, Wii nace de la palabra en inglés we (nosotros), haciendo referencia al juego en grupo o experiencia multijugador y a ser una consola que todo el mundo puede usar. A pesar de su gran éxito, una de las principales críticas que recibió Wii durante su generación fue lo poco que se destacó en el juego en solitario, en comparación a otros sistemas que le hicieron competencia. Debido a esto Nintendo ha querido recalcar su interés por crear una experiencia en solitario más completa con esta nueva generación, con un control más capaz y notablemente más completo que el Wiimote, un servicio en línea más robusto, mayor potencia y capacidad gráfica.
Así, la U en el nombre, significa you, (tú) y representa el interés de sumar una experiencia en solitario más compleja al ya exitoso juego en grupo.
El nombre, sin embargo, provocó cierta confusión entre los usuarios, ya que no estaban seguros si se trataba de una nueva consola o solamente un accesorio para la Wii.

## Historia
La consola surgió por primera vez en 2008, después de que Nintendo reconociera múltiples limitaciones con Wii, como que el público en general pensara que la consola estaba dirigida a un jugador "casual". Con Wii U, Nintendo quiso volver a atraer a los grupos de jugadores que se sintieron desplazados con Wii. El diseñador de juegos Shigeru Miyamoto admitió que la falta de alta definición y la pobre infraestructura en línea también contribuyeron a dejar a Wii en una categoría aparte respecto a sus competidoras, la Xbox 360 y la PlayStation 3. Se decidió que la nueva consola debía cambiar estos detalles completamente.
Dentro de la empresa, hubo un gran debate sobre cómo debía ser la nueva consola, y el proyecto fue desechado y reiniciado varias veces. El concepto de una pantalla táctil en el mando fue inspirado por la luz azul de la Wii que informa de nuevos mensajes. Miyamoto y su equipo quisieron incorporar la pantalla para dar más información a los jugadores (de forma similar a la VMU de la Sega Dreamcast). Cuando el desarrollo se encontraba muy avanzado, este fue ampliado a una pantalla completa que pudiera mostrar el juego en su totalidad, un concepto que se sugirió, pero no fue financieramente viable anteriormente.

### Primeros anuncios de la consola (rumores)
Los primeros rumores sobre la sucesora de Wii se inclinaban a que sería una "versión mejorada" llamada "Wii HD". Muchos periodistas afirmaron que tendría una salida de vídeo en alta definición y un lector de Blu-ray incorporado, y que se lanzaría en algún punto de 2011. Sin embargo, el presidente de Nintendo Satoru Iwata afirmó que no veía "una razón significativa" para incluir la HD a la Wii, característica que sería incorporada en su sucesora. Shigeru Miyamoto también expresó que Nintendo estaba interesada en la alta definición, pero en ese momento preferían centrarse en las experiencias de juego. En octubre de 2009, Miyamoto dijo que aún no había planes de sucesión, pero afirmó que la nueva consola seguiría teniendo controles por movimiento y calificaron su interfaz como "más compacta" y barata. Iwata también mencionó que la sucesora de Wii podría producir gráficos en 3D pero afirmó que el ratio de adopción de televisores 3D debía aumentar primero al 30%.
En 2010, el presidente de Nintendo of América Reggie Fils-Aime afirmó que se sentía "seguro de que Wii tenía una larga vida delante de sí" y declaró que la sucesora no sería lanzada en un futuro cercano. En el E3 2010, Iwata contó a la BBC que Nintendo anunciaría una nueva consola una vez que Nintendo se quede sin ideas para la máquina actual y no puedan dar a los jugadores nuevas sorpresas. Posteriormente, en una reunión de inversores, reveló que estaban "por supuesto, estudiando y desarrollando la sucesora de Wii", pero lo estaban manteniendo en secreto porque era importante que la consola sorprendiera al público. Reggie Fils-Aime comentó en un artículo de CNN que posiblemente la sucesora no dispondría de 3D estereoscópico, basándose en la tecnología 3D con la que Nintendo había experimentado.
En abril de 2011, una fuente anónima declaró afirmar que Nintendo presentaría la sucesora de Wii en el E3 2011, con nombre en clave Project Café, que sería capaz de mostrar imágenes en alta definición y que sería retrocompatible con Wii. También se rumoreó que la consola incluiría un nuevo mando con una pantalla de alta resolución incorporada. El origen de este y otros rumores fue la publicación francesa de tecnología 01net. La publicación gala había anunciado las especificaciones de PlayStation Vita antes de que fuera anunciada. Diversas fuentes habían afirmado que la consola es bastante más potente que PlayStation 3 y Xbox 360.
Muchos de los rumores se centraron en el mando, que incluiría dos sticks analógicos, una cruceta, dos botones traseros, dos gatillos y "posiblemente más". IGN comparó el nuevo mando con el de Nintendo GameCube. 01net afirmó que el mando sería una tableta, con una salida gráfica moderada," calificándolo como un iPad con botones. También afirmaron que el mando incluiría una cámara frontal. Supuestamente, el mando incluiría un modo de control por movimiento de seis ejes que superaría a PlayStation Move (hablando acerca de la fidelidad), así como una barra de sensores instalada. El nuevo mando incluye una pantalla táctil de 6,2 pulgadas. 01net llevó el rumor más allá y afirmó que la pantalla no sería multitáctil. Fuentes provenientes de CVG declararon que el mando tendría una pantalla táctil de alta resolución. IGN alegó que el mando permitiría a los jugadores traspasar juegos completos desde el mando hacia la consola, afirmando que esta "es probable que se parezca a una versión moderna de la Super Nintendo Entertainment System (SNES)."
Según Edge, el presidente de THQ Brian Farrell supuestamente contó a los inversores: "No esperamos nuevo hardware a corto plazo, ya sea de Microsoft o Sony. Esto varía cuando hablamos de Nintendo – dejaremos que anuncien su nueva consola".
El 4 de mayo de 2011, Kotaku informó que Project Café tendría 8 GB de memoria flash incorporada, con un supuesto propósito de guardar juegos. También se informó de que los discos de la consola se crearían bajo un nuevo formato propietario, con una capacidad de hasta 25 GB, similar a la capacidad de un Blu-ray Disc de una sola capa.
A principios de junio, Nikkei emitió un informe confirmando los rumores de que la nueva consola incluiría un mando con una pantalla táctil de 6 pulgadas que añade a los juegos el tener unos controles más orientados hacia la pantalla del mando, así como una batería recargable y una cámara. Nikkei dijo que el sistema sería lanzado a mediados de 2012.

### Anuncio y noticias posteriores

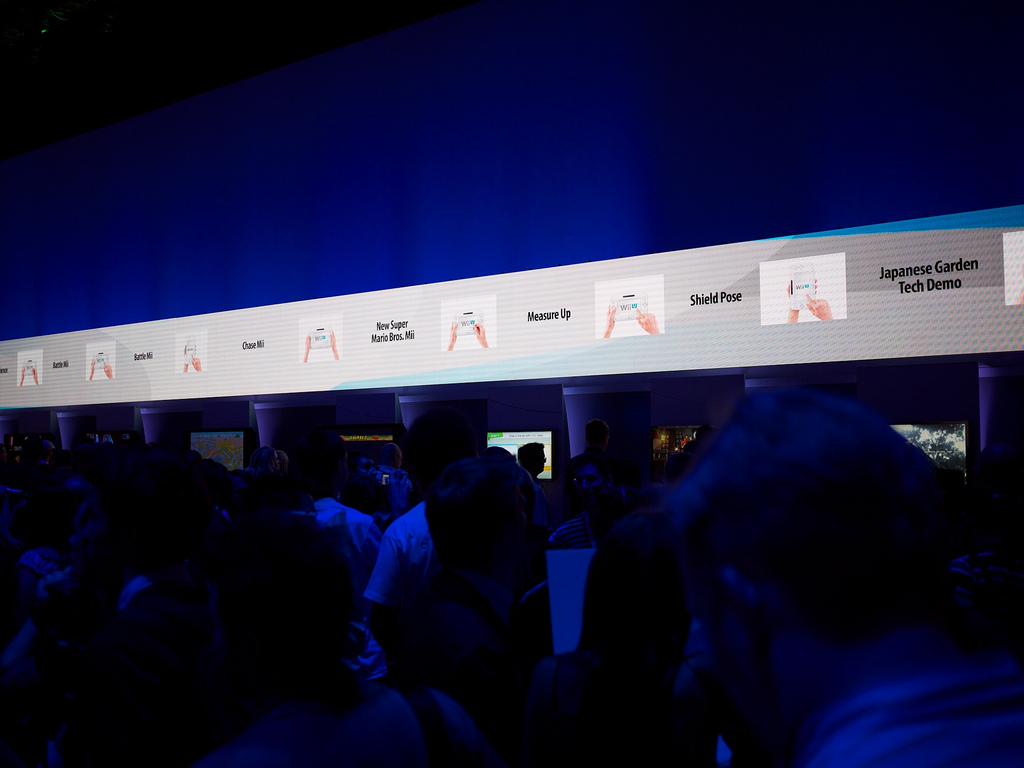
Wii U tal y como se mostró en el E3 2011, demostrando las funcionalidades del mando.

La consola fue oficialmente anunciada por Nintendo el 25 de abril de 2011 mediante un comunicado de prensa. La compañía confirmó su lanzamiento para el año 2012 y remitió al E3 2011 más detalles sobre la misma. En plena conferencia de inversores, el presidente de Nintendo Satoru Iwata declaró que la sucesora de Wii "ofrecería algo nuevo a los sistemas de juego de sobremesa". Iwata también confirmó que la sucesora de Wii no se lanzaría en el año fiscal de 2012, entendiéndose que se lanzaría después de abril de 2012.
En el E3 2011, se mostró una versión no definitiva de la consola. El mando incluye una pantalla táctil de aproximadamente 6 pulgadas, y contiene un micrófono, altavoces, giroscopio, acelerómetro, función de vibración y una cámara. Toda la carga del procesamiento se origina en la propia consola, la cual permite distribuir su señal en un televisor, el mando, o los dos al mismo tiempo. Sin embargo, la pantalla táctil no incluye la tecnología multitáctil, yendo en contra de una tendencia popular en la industria de la tecnología. Además, en el momento de la presentación, la consola solo permitía el uso de un mando por consola, a pesar de que Nintendo estaba trabajando para poder aumentar ese número. Algunos de los juegos confirmados eran LEGO City Stories, un nuevo título de la serie Super Smash Bros., y Pikmin 3, cuyo desarrollo se trasladó desde Wii a la nueva consola. También se mostraron varios juegos de terceras compañías, que se mostraron en vídeos tomados de las versiones de PlayStation 3 y Xbox 360.
Las acciones de Nintendo cayeron casi un 10% en los dos días siguientes a la presentación de la consola hasta niveles no vistos desde 2006. Algunos analistas mostraron cierto escepticismo a la inclusión de una pantalla táctil al mando, afirmando por ello que el mando sería menos abordable y menos revolucionario que el mando de Wii.
El 5 de julio de 2011, cuando se le preguntó si Wii U soportaría 3D, Iwata contó a un periódico de San José, California, "Si vas a conectar Wii U a un televisor compatible con la tecnología 3D, tecnológicamente, sí, será posible, pero ese no es el ámbito en el que nos estamos centrando".
El 27 de octubre de 2011, Iwata afirmó en una reunión de inversores que Wii U sería lanzada después de marzo de 2012, y sus especificaciones finales serían presentadas en el E3 2012.
Nintendo presentó la Wii U en el Consumer Electronics Show de 2012.
El 26 de enero de 2012, Iwata contó a los inversores que Wii U sería lanzada durante el 2012 en todas las regiones principales. Además, Iwata afirmó que la consola dispondría de un sistema en línea unificado llamado Nintendo Network, que soportaría el uso de cuentas individuales en favor de los códigos de amigo. Nintendo Network también proporcionaría un marco especial para el juego en línea, contenidos descargables, así como distribución digital de juegos y aplicaciones. Por otra parte, Iwata mencionó que el mando de Wii U soportaría la tecnología NFC, que permite al sistema interactuar inalámbricamente con figuras o cartas creadas por los desarrolladores. También puede efectuar microtransacciones de forma inalámbrica con tarjetas de crédito que soporten la tecnología.
El 4 de junio, Iwata realizó un Nintendo Direct especial para Wii U en el que presentó el concepto de lo que ofrecería Wii U. En primer lugar presentó un rediseño del mando respecto al mostrado en el E3 2011. Esta revisión incluye una reorganización de los botones, la adición de otros, como el lector de NFC o el botón de control del televisor, la sustitución de botones circulares por palancas deslizantes y un cambio en la parte trasera del mando. Además, también se presentó un mando de corte más tradicional, el Wii U Pro Controller, destinado a jornadas de juego más largas e intensas. Finalmente, se presentó Miiverse, que compone la interfaz de la consola y un nuevo servicio de comunicación en línea para la consola, accesible desde varios dispositivos, como móviles y teléfonos inteligentes, y que permitiría, entre otras funciones por desvelar, la posibilidad de establecer una conversación por vídeo o enviar mensajes a amigos que aparezcan dentro de juegos que lo permitan.
El 5 de junio tuvo lugar en el Nokia Theatre de Los Ángeles la conferencia de prensa de Nintendo en el E3 2012. En ella, se presentaron 23 títulos para Wii U, tanto de first como de third parties, como Pikmin 3, New Super Mario Bros. U, Nintendo Land, Batman: Arkham City, Mass Effect 3 o Assassin's Creed 3. Sin embargo, la conferencia fue acompañada por una caída en las acciones de la empresa en la Bolsa de Tokio de un 1,8%, y de un 0,9% y un 3,3% los dos días posteriores. Además la conferencia fue criticada por la falta de juegos interesantes para el público y por el enfoque que se le otorgó a la consola.
El 21 de agosto de 2012, se anunció para el 13 de septiembre una conferencia de prensa organizada por Nintendo of America en Nueva York y presentada por Reggie Fils-Aime en la que en palabras de la empresa, se sabría "más sobre como Wii U cambiaría el futuro del juego y el entretenimiento". Se esperaba que en esa misma conferencia se diera a conocer finalmente el día de lanzamiento y precio de la consola.

### Lanzamiento
En un nuevo Nintendo Direct el 13 de septiembre de 2012, Satoru Iwata anunció la fecha de lanzamiento de Wii U y su precio en el país nipón. Allí la consola fue lanzada el 8 de diciembre y distribuida en dos packs, uno básico y otro premium: el básico contiene la consola, el mando, un puntero, junto con el cable HDMI y adaptadores para la consola y el GamePad, mientras que el premium contiene todo lo anterior más diversos soportes y un cargador para el mando. El primer pack salió al precio de 26.250 ¥ —aproximadamente 261€ al cambio— y el segundo por 31.500¥ —314€—.

### juegos de lanzamiento
- NA Norte america
- JP Japón
- PAL Europa

| Juegos de lanzamiento                       | Region      |
| ------------------------------------------- | ----------- |
| Assassin's Creed III                        | JP, NA, PAL |
| Batman: Arkham City – Armored Edition       | JP, NA, PAL |
| Ben 10: Omniverse                           | NA, PAL     |
| Call of Duty: Black Ops II                  | NA, PAL     |
| Darksiders II                               | NA, PAL     |
| Epic Mickey 2: The Power of Two             | NA, PAL     |
| ESPN Sports Connection Sports ConnectionPAL | NA, PAL     |
| FIFA 13                                     | NA, PAL     |
| Funky Barn                                  | NA, PAL     |
| Game Party Champions                        | NA, PAL     |
| Just Dance 4                                | NA, PAL     |
| Madden NFL 13                               | NA          |
| Mass Effect 3: Special Edition              | NA, PAL     |
| Monster Hunter 3 Ultimate                   | JP          |
| NBA 2K13                                    | NA, PAL     |
| New Super Mario Bros. U                     | JP, NA, PAL |
| Ninja Gaiden 3: Razor's Edge                | JP, NA      |
| Nintendo Land                               | JP, NA, PAL |
| Rabbids Land                                | NA          |
| Scribblenauts Unlimited                     | NA, PAL     |
| Sing Party                                  | NA          |
| Skylanders: Giants                          | NA, PAL     |
| Sonic & All-Stars Racing Transformed        | NA, PAL     |
| Tank! Tank! Tank!                           | NA, PAL     |
| Tekken Tag Tournament 2: Wii U Edition      | JP, NA, PAL |
| Transformers: Prime – The Game              | NA          |
| Warriors Orochi 3 Hyper                     | JP, NA      |
| Wipeout 3                                   | NA          |
| Your Shape: Fitness Evolved 2013            | NA          |
| ZombiU                                      | JP, NA, PAL |

## Hardware
La Wii U tiene un diseño similar al de la Wii aunque muestra unos ángulos más redondeados. Sus dimensiones son 26,67 cm × 17,27 cm × 4,57 cm. La versión mostrada en el E3 era de color blanco. Sus discos ópticos se introducen por una ranura situada en la parte frontal de la consola.

### Wii U GamePad

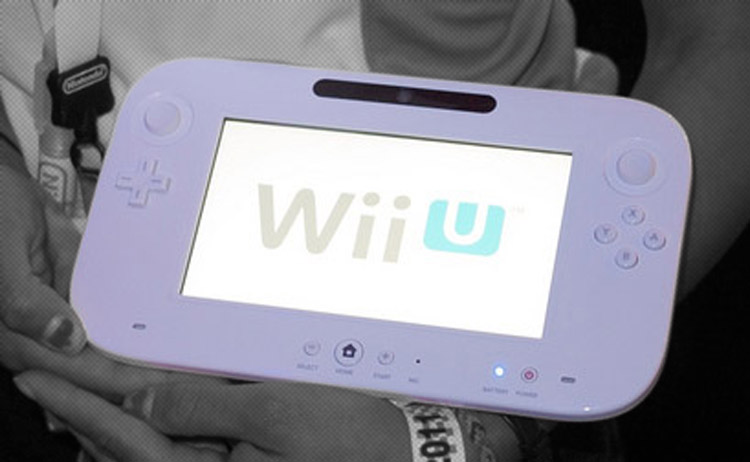
Wii U GamePad.

El nuevo mando incorpora una pantalla táctil 16:9 de 6.2 pulgadas y botones de control tradicionales, incluyendo dos controles (joysticks) analógicos con almohadillas. El mando es inalámbrico y recargable, incluye un botón de encendido, botón de Inicio (Home), botones de Select / Start (- / +), cruceta digital, los botones A / B / X / Y, botones laterales L / R y gatillos ZL / ZR. Incluye un acelerómetro incorporado y un giroscopio, función de vibración, un micrófono, altavoces estéreo, un conector de auriculares, zona inalámbrica, una luz de estado y un lápiz táctil (stylus). Además, cuenta con una cámara digital y una barra sensora para mandos de Wii situados en la parte superior frontal del mando.
El mando es capaz de recrear de manera instantánea en su pantalla la imagen que se muestra en el televisor, permitiendo de esta manera autonomizar el mando para que no dependa del televisor conectado a la consola, y poder así llevar el juego consigo como si de una portátil se tratase. De todos modos, el Gamepad  no ha sido creado para utilizarse como una portátil tradicional, pues tiene ciertos límites de distancia respecto la consola principal, que podrían inhabilitar la función autónoma al salir del hogar.

### Wii U Pro Controller

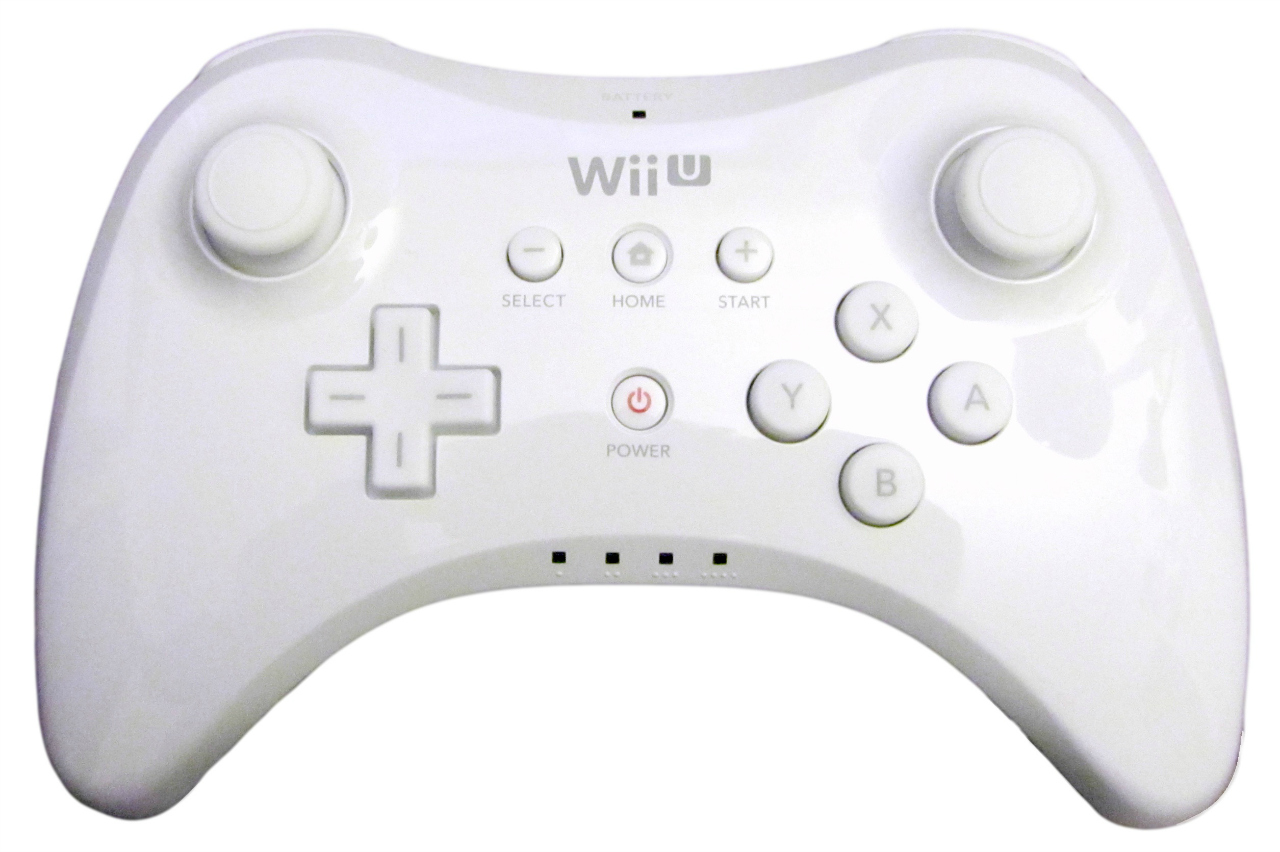
Wii U Pro Controller.

El Wii U Pro Controller es el segundo mando lanzado para la consola, disponible por separado. Al igual que los mandos más tradicionales, incluye palancas deslizantes, botones y gatillos.  Nintendo desveló el Pro Controller en un Nintendo Direct previo al E3 2012 con el objetivo de atraer a jugadores más profesionales y experimentados (hardcore) para hacer a Wii U más competitiva en comparación con lo que ofrece Sony y Microsoft. Muchos analistas del videojuego han notado una similitud con el mando de la Xbox 360 de Microsoft; sin embargo, Nintendo aclara que el diseño del Pro Controller es una "versión mejorada" del mando clásico de Wii y "ofrece una experiencia más cómoda".

### CPU
La CPU de Wii U está diseñada por IBM. Está descrita por la empresa como "un microprocesador basado en la Arquitectura Power totalmente nuevo", el procesador es multinúcleo fabricado a 45 nm con una caché de CPU eDRAM. A pesar de que ni Nintendo ni IBM han revelado más especificaciones, como el número de núcleos, la frecuencia de reloj, o el tamaño de la caché, comentarios sobre el chip afirmaron que tiene gran cantidad de eDRAM y "la misma tecnología de procesador encontrada en el ordenador Watson" indicando que el procesador comparte algunas características con el procesador POWER7, que hace funcionar el ordenador Watson. Además incorpora una caché L3 eDRAM caché.
La CPU de Wii U fue construida por IBM en su centro de fabricación de semiconductores de 300 mm en East Fishkill, New York.

### Especificaciones técnicas
Nintendo ha lanzado las especificaciones técnicas del sistema, señalando que están sujetas a cambios.
| CPU:                 | IBM tri-core Arquitectura Power de 45 nm basado en la arquitectura POWER7 del superordenador Watson. | 1.24 Ghz |  |
| GPU                  | AMD Radeon HD (RV700) nombre en código Latte diseñada en especial para la consola, basado en la Radeon E6760. | 550 MHz |  |
| GPU                  | Arquitectura | Latte |  |
| GPU                  | proceso de litografía | 40nm |  |
| GPU                  | Tamaño de troquel | 146.48 mm2（ 11.88 x 12.33 mm ） |  |
| GPU                  | Bloques | 5 |  |
| GPU                  | Sombreadores | 320 |  |
| GPU                  | Uds. textura | 16 |  |
| GPU                  | Uds. rasterizado | 8 |  |
| GPU                  | Frecuencia base | 550 MHz |  |
| GPU                  | Frecuencia turbo | 800 MHz |  |
| GPU                  | Memoria | |  |
| GPU                  | Memoria | 2 GB |  |
| GPU                  | EDRAM size | 32 MB |  |
| GPU                  | Interfaz | 64 bits |  |
| GPU                  | Tipo memoria | DDR3 a 1.6 GHz |  |
| GPU                  | Ancho de banda | 12.80 GB/s |  |
| GPU                  | Rendimiento | |  |
| GPU                  | Tasa texturas | 12.80 GTexel/s |  |
| GPU                  | Tasa píxel | 6.40 GPixel/s |  |
| GPU                  | Cómputo FP32 | 0.51 TFLOPS |  |
| GPU                  | TDP | |  |
| GPU                  | Consumo | 45 W |  |
| capacidades gráficas | - Canal alfa - Anti aliasing - Z buffer - Motor de geometría - Mapeo de texturas - Filtrado trilineal - Corrección de perspectiva - manipulación geométrica - Graphics/Compute: GFX3 - Display Core Engine: 3.2 - Unified Video Decoder: 2.2 | - Canal alfa - Anti aliasing - Z buffer - Motor de geometría - Mapeo de texturas - Filtrado trilineal - Corrección de perspectiva - manipulación geométrica - Graphics/Compute: GFX3 - Display Core Engine: 3.2 - Unified Video Decoder: 2.2 |  |
| Pixel shader         | - Sombreador del ápice - Sombreador de píxeles - Sombreador de geometría | - Sombreador del ápice - Sombreador de píxeles - Sombreador de geometría |  |
| RAM                  | - 2 GB 12.8GB/s（ DDR3 16bit 512MB x 4 / 800MHz ） - 1 GB para juegos, 1 GB para sistema - 32MB DRAM（ Velocidad de transferencia 281.6GB/S]） - Solo para GPU Implementado como un chip | - 2 GB 12.8GB/s（ DDR3 16bit 512MB x 4 / 800MHz ） - 1 GB para juegos, 1 GB para sistema - 32MB DRAM（ Velocidad de transferencia 281.6GB/S]） - Solo para GPU Implementado como un chip |  |
| Salida de video      | Resolución: | - 1080p, 1080i, 720p, 480p, o 480i, en 4:3 o 16:9 anamórfico |  |
| Salida de video      | I/O | - Puerto "AV Multi Out","AV Multi Out" compatible con Wii, game cube. soporta vídeo compuesto, vídeo por componentes YPBPR, S-Video (solo en consolas NTSC), RGB SCART (Solo consolas PAL) and D-Terminal (solo Japón) y S-video - HDMI 1.4 con soporte para 3D estereoscópico. |  |
| Salida de video      | Audio: | - Vía HDMI: - Método linealPCMSalida digital del método. - Número máximo de canales: 6 canales （ 5.1 canales Surround - Puerto "AV Multi Out" - Método: salida analógica - Número máximo de canales: 2 canales |  |
| Almacenamiento:      | - Memoria flash interna: la del pack básico es de 8 GB y la del pack premium de 32 GB, ampliable vía discos duros externos USB - Bandeja de carga de discos compatible con discos propietarios de alta densidad de 12 cm (capacidad de 25GB en un disco de una sola capa) y discos de Wii de 12 cm | - Memoria flash interna: la del pack básico es de 8 GB y la del pack premium de 32 GB, ampliable vía discos duros externos USB - Bandeja de carga de discos compatible con discos propietarios de alta densidad de 12 cm (capacidad de 25GB en un disco de una sola capa) y discos de Wii de 12 cm |  |
| Puertos              | - Ranura para tarjetas SD y SDHC - Puertos USB 2.0 (2 en el frontal y 2 en la parte trasera) - Puerto para la barra de sensores - Puerto para la señal de vídeo RCA - Puerto del cable de corriente - Puerto HDMI 1.4 | - Ranura para tarjetas SD y SDHC - Puertos USB 2.0 (2 en el frontal y 2 en la parte trasera) - Puerto para la barra de sensores - Puerto para la señal de vídeo RCA - Puerto del cable de corriente - Puerto HDMI 1.4 |  |
| GamePad:             | - Acelerómetro, giroscopio y sensor geomagnético incorporados, cada uno de ellos de 3 ejes. - Altavoces y micrófono - Cámara frontal - IR Sensor strip - Pantalla de 15,7 cm 854×480 FWVGA 16:9 resistiva - Dos sticks analógicos y una cruceta - Puntero - Botones +, -, 🏠︎, ⏻ y TV - Botones A/B/X/Y, gatillos L/R y botones ZL/ZR - Vibración - Botón de sincronización (SYNC) - Bluetooth - NFC - Infrarrojo Nota: Wii U también es compatible con el Wii Remote, el Wii Nunchuk, el Wii Classic Controller y la Wii Balance Board. Se anunció a través de la Nintendo Network que el Wii Remote se usaría no solo para los juegos de Wii, sino como una nueva forma de combinarlo con la nueva experiencia de usuario proporcionada por la tableta controladora. | - Acelerómetro, giroscopio y sensor geomagnético incorporados, cada uno de ellos de 3 ejes. - Altavoces y micrófono - Cámara frontal - IR Sensor strip - Pantalla de 15,7 cm 854×480 FWVGA 16:9 resistiva - Dos sticks analógicos y una cruceta - Puntero - Botones +, -, 🏠︎, ⏻ y TV - Botones A/B/X/Y, gatillos L/R y botones ZL/ZR - Vibración - Botón de sincronización (SYNC) - Bluetooth - NFC - Infrarrojo Nota: Wii U también es compatible con el Wii Remote, el Wii Nunchuk, el Wii Classic Controller y la Wii Balance Board. Se anunció a través de la Nintendo Network que el Wii Remote se usaría no solo para los juegos de Wii, sino como una nueva forma de combinarlo con la nueva experiencia de usuario proporcionada por la tableta controladora. |  |

## Videojuegos y aplicaciones
Nintendo aseguró que estaba intentando conseguir apoyo de desarrolladores externos para la consola; durante el E3 2012, se reveló una gran cantidad de juegos de desarrolladoras externas como Batman Arkham City: Armored Edition, ZombiU, Darksiders 2, Assasin's Creed 3, Rayman Legends (aunque este ya se había anunciado meses atrás, en abril), Lego City Undercover, entre otros. Además, Shigeru Miyamoto confirmó que Pikmin 3, el cual se estaba desarrollando para Wii, saldría finalmente en Wii U. Satoru Iwata también había confirmado un nuevo juego de la saga Super Smash Bros.

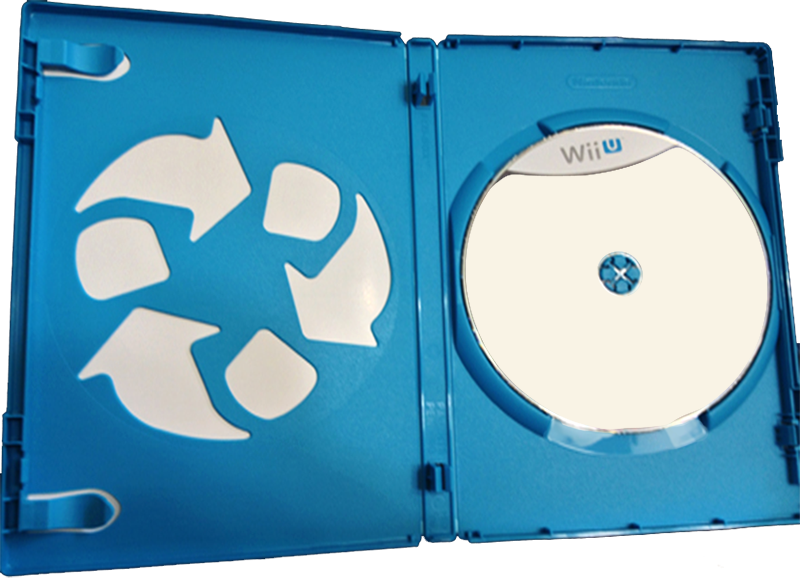
Wii U es hasta la fecha la última consola de Nintendo en usar discos, los cuales tenían un formato específico fabricado por la misma Nintendo.

### Los 10 juegos más vendidos[103]
| Mario Kart 8:                           | 8,70 millones |
| Super Mario 3D World:                   | 5,89 millones |
| New Super Mario Bros. U:                | 5,83 millones |
| Super Smash Bros. for Wii U:            | 5,37 millones |
| Nintendo Land:                          | 5,20 millones |
| Splatoon:                               | 4,99 millones |
| Super Mario Maker:                      | 4,05 millones |
| New Super Luigi U:                      | 3,05 millones |
| The Legend of Zelda: The Wind Waker HD: | 2,36 millones |
| Mario Party 10:                         | 2,25 millones |

- La lista que se muestra abajo está lejos de ser una lista completa de todos los juegos, aplicaciones y software en general que la consola tiene en su catálogo:

### Lista  juegos relevantes
- Bayonetta 2
- Donkey Kong Country: Tropical Freeze
- Hyrule Warriors
- New Super Mario Bros. U
- New Super Luigi U
- Ninja Gaiden 3: Razor's Edge
- Lego City Undercover
- Super Mario 3D World
- Mario Kart 8
- Super Smash Bros. for Wii U
- The Legend of Zelda: The Wind Waker HD
- The Wonderful 101
- Xenoblade Chronicles X
- Yoshi's Woolly World
- Splatoon

- Mario & Sonic en los Juegos Olímpicos Río 2016
- Minecraft
- Super Mario Maker
- Captain Toad: Treasure Tracker
- Adventure Time: Explore the Dungeon Because I DON'T KNOW!
- Angry Birds Trilogy
- Assassin's Creed III
- Assassin's Creed IV: Black Flag
- Batman: Arkham City - Armored Edition
- Batman: Arkham Origins
- Darksiders II
- Deus Ex: Human Revolution - Director's Cut
- Dirt
- Dragon Quest X: Rise of the Five Tribes Online
- Epic Mickey 2: The Power of Two
- Game & Wario
- Injustice: Gods Among Us
- Lego Dimensions
- Mario & Sonic at the Sochi 2014 Olympic Winter Games
- Monster Hunter 3 Ultimate
- Need for Speed: Most Wanted U
- New Super Mario Bros. U
- Pikmin 3
- Rayman Legends
- Resident Evil: Revelations HD
- Scribblenauts Unlimited
- Scribblenauts Unmasked: A DC Comics Adventure
- Shin Megami Tensei X Fire Emblem
- Sonic Boom
- Sonic & All-Stars Racing Transformed
- Sonic Lost World
- Star Fox Zero
- The Legend of Zelda:: Twilight Princess HD
- Splatoon
- Tekken Tag Tournament 2: Wii U Edition
- Watch Dogs
- Yakuza 1&2 HD
- Young Justice: Legacy
- ZombiU
- Terraria (2016)
- The Legend of Zelda: Breath of the Wild

#### Aplicaciones descargables
- Panorama View
- Art Academy: Sketch Pad
- Wii Street U powered by Google
- YouTube (ya no se encuentra disponible a través del navegador de internet, la aplicación dejó de estar disponible en la eShop a partir de agosto de 2022 y su soporte finalizó en octubre del mismo año).
- Netflix (dejó de estar disponible en la eShop a partir de diciembre de 2020, sin embargo, su soporte finalizó en junio de 2021).
- Hulu Plus (actualmente no disponible y sin soporte)
- Amazon Instant Video (actualmente no disponible y sin soporte)
- Uplay by Ubisoft
- Crunchyroll (actualmente no disponible y dejó de tener soporte en agosto de 2022)

#### Juegos y aplicaciones descargables
- Bandwidth Adventures: Director´s Cut
- BIT.TRIP Presents... Runner 2: Future Legend of Rythm Alien
- Fist of the North Star: Ken's Rage 2
- Puddle
- The Cave
- Amazon Instant Video
- YouTube
- Chasing Aurora
- Cloudberry Kingdom
- Mighty Switch Force! Hyper Drive Edition
- Trine 2: Director's Cut
- Little Inferno
- Hulu Plus
- Netflix
- Nano Assault Neo
- Unepic
- My farm
- Crunchyroll
- 3Souls
- The Bridge
- Guacamelee! Super Turbo Championship Edition
- Jotun Valhalla Edition
- Child of light
- Tengami
- Nihilumbra
- Beatbuddy
- Severed
- Never Alone
- Color Symphony 2
- Don't Starve: Giant Edition
- Pullblox World
- Forma 8
- SteamWorld Dig
- SteamWorld Heist
- Fast Racing NEO
- Shantae and the Pirate's Curse
- Shantae: Half-Genie Hero
- Shantae: Risky's Revenge Director's Cut
- EDGE
- The Swapper
- Abyss
- Typoman

### Consolas Virtuales
- Nintendo NES
- Super Nintendo
- Nintendo 64
- TurboGrafx-16
- Game Boy Advance
- Nintendo DS
- Wii